# ピアノソナタ第1番 (ミャスコフスキー)
ピアノソナタ第1番ニ短調 作品6は、ニコライ・ミャスコフスキーが1909年に作曲したピアノソナタ。

## 概要
このピアノソナタは最初に出版され、「第1番」の番号が与えられているが、ミャスコフスキーの最初のピアノソナタではない。本作の前に3曲のソナタの作曲を試みた形跡が残されており、さらに同時期のスケッチが後に改訂され、第5番、第6番となっている。
第1楽章はフーガとなっており、アタッカで第2楽章へと続く。第2楽章は、カデンツァを含む大規模なソナタ形式である事から、協奏曲形式ともとれる。第1楽章のフーガ主題は第2楽章の中間部と叙情的な第3楽章で使用されている。印象的な第4楽章は、管弦楽的で急速なフィナーレであり、全曲中最も長い（約10分）。マエストーソ・エ・パテティコ、ニ長調に転じたコーダでは、ミャスコフスキーのピアノ作品の特徴であるフーガ主題の変形が現れてクライマックスに達する。最後に第1主題が再帰し、終結する。

## 構成
演奏時間は約30分。
- Moderato assai ed espressivo　ニ短調
- Allegro affanato　ニ短調
- Largo espressivo　嬰ヘ長調
- Non allegro - Allegro　ニ短調